# 2010-es Formula–1 magyar nagydíj
A magyar nagydíj volt a 2010-es Formula–1 világbajnokság tizenkettedik futama, amelyet 2010. július 30. és augusztus 1. között rendeztek meg a magyarországi Hungaroringen, Mogyoródon. Ez volt a 25. Formula–1-es futam Magyarországon.

## Szabadedzések

### Első szabadedzés
A magyar nagydíj első szabadedzését július 30-án, pénteken tartották.
| Helyezés | Versenyző          | Csapat/Motor         | Elért idő | Különbség | Futott kör |
| -------- | ------------------ | -------------------- | --------- | --------- | ---------- |
| 1        | Sebastian Vettel   | Red Bull-Renault     | 1:20,976  | −         | 29         |
| 2        | Mark Webber        | Red Bull-Renault     | 1:21,106  | + 0,130   | 27         |
| 3        | Robert Kubica      | Renault              | 1:22,072  | + 1,096   | 21         |
| 4        | Jenson Button      | McLaren-Mercedes     | 1:22,444  | + 1,468   | 17         |
| 5        | Rubens Barrichello | Williams-Cosworth    | 1:22,601  | + 1,625   | 25         |
| 6        | Pedro de la Rosa   | Sauber-Ferrari       | 1:22,764  | + 1,788   | 24         |
| 7        | Fernando Alonso    | Ferrari              | 1:22,772  | + 1,796   | 25         |
| 8        | Nico Rosberg       | Mercedes             | 1:22,777  | + 1,801   | 25         |
| 9        | Michael Schumacher | Mercedes             | 1:22,792  | + 1,816   | 26         |
| 10       | Nico Hülkenberg    | Williams-Cosworth    | 1:22,966  | + 1,990   | 25         |
| 11       | Adrian Sutil       | Force India-Mercedes | 1:23,003  | + 2,027   | 19         |
| 12       | Felipe Massa       | Ferrari              | 1:23,007  | + 2,031   | 26         |
| 13       | Vitalij Petrov     | Renault              | 1:23,249  | + 2,273   | 24         |
| 14       | Kobajasi Kamui     | Sauber-Ferrari       | 1:23,327  | + 2,351   | 23         |
| 15       | Paul di Resta      | Force India-Mercedes | 1:23,520  | + 2,544   | 19         |
| 16       | Sébastien Buemi    | Toro Rosso-Ferrari   | 1:23,780  | + 2,804   | 22         |
| 17       | Jaime Alguersuari  | Toro Rosso-Ferrari   | 1:23,868  | + 2,892   | 28         |
| 18       | Lewis Hamilton     | McLaren-Mercedes     | 1:24,075  | + 3,099   | 15         |
| 19       | Jarno Trulli       | Lotus-Cosworth       | 1:25,032  | + 4,056   | 22         |
| 20       | Heikki Kovalainen  | Lotus-Cosworth       | 1:25,210  | + 4,234   | 23         |
| 21       | Timo Glock         | Virgin-Cosworth      | 1:25,990  | + 5,014   | 21         |
| 22       | Lucas di Grassi    | Virgin-Cosworth      | 1:26,868  | + 5,892   | 17         |
| 23       | Bruno Senna        | HRT-Cosworth         | 1:26,990  | + 6,014   | 34         |
| 24       | Jamamoto Szakon    | HRT-Cosworth         | 1:28,157  | + 7,181   | 24         |

### Második szabadedzés
A magyar nagydíj második szabadedzését július 30-án, pénteken délután tartották.
| Helyezés | Versenyző          | Csapat/Motor         | Elért idő | Különbség | Futott kör |
| -------- | ------------------ | -------------------- | --------- | --------- | ---------- |
| 1        | Sebastian Vettel   | Red Bull-Renault     | 1:20,087  | −         | 33         |
| 2        | Fernando Alonso    | Ferrari              | 1:20,584  | + 0,497   | 34         |
| 3        | Mark Webber        | Red Bull-Renault     | 1:20,597  | + 0,510   | 36         |
| 4        | Felipe Massa       | Ferrari              | 1:20,986  | + 0,899   | 33         |
| 5        | Vitalij Petrov     | Renault              | 1:21,195  | + 1,108   | 33         |
| 6        | Lewis Hamilton     | McLaren-Mercedes     | 1:21,308  | + 1,221   | 30         |
| 7        | Robert Kubica      | Renault              | 1:21,375  | + 1,288   | 37         |
| 8        | Nico Hülkenberg    | Williams-Cosworth    | 1:21,623  | + 1,536   | 41         |
| 9        | Jenson Button      | McLaren-Mercedes     | 1:21,730  | + 1,643   | 33         |
| 10       | Michael Schumacher | Mercedes             | 1:21,773  | + 1,686   | 31         |
| 11       | Pedro de la Rosa   | Sauber-Ferrari       | 1:21,809  | + 1,722   | 38         |
| 12       | Rubens Barrichello | Williams-Cosworth    | 1:21,844  | + 1,757   | 36         |
| 13       | Nico Rosberg       | Mercedes             | 1:22,039  | + 1,952   | 28         |
| 14       | Kobajasi Kamui     | Sauber-Ferrari       | 1:22,212  | + 2,125   | 37         |
| 15       | Jaime Alguersuari  | Toro Rosso-Ferrari   | 1:22,469  | + 2,382   | 43         |
| 16       | Adrian Sutil       | Force India-Mercedes | 1:22,507  | + 2,420   | 22         |
| 17       | Sébastien Buemi    | Toro Rosso-Ferrari   | 1:22,602  | + 2,515   | 38         |
| 18       | Vitantonio Liuzzi  | Force India-Mercedes | 1:23,138  | + 3,051   | 36         |
| 19       | Jarno Trulli       | Lotus-Cosworth       | 1:24,553  | + 4,466   | 37         |
| 20       | Timo Glock         | Virgin-Cosworth      | 1:25,376  | + 5,289   | 35         |
| 21       | Lucas di Grassi    | Virgin-Cosworth      | 1:25,669  | + 5,582   | 32         |
| 22       | Bruno Senna        | HRT-Cosworth         | 1:26,745  | + 6,658   | 33         |
| 23       | Jamamoto Szakon    | HRT-Cosworth         | 1:26,798  | + 6,711   | 32         |
| 24       | Heikki Kovalainen  | Lotus-Cosworth       | 1:27,705  | + 7,618   | 5          |

### Harmadik szabadedzés
A magyar nagydíj harmadik szabadedzését július 31-én, szombaton délelőtt tartották.
| Helyezés | Versenyző          | Csapat/Motor         | Elért idő | Különbség | Futott kör |
| -------- | ------------------ | -------------------- | --------- | --------- | ---------- |
| 1        | Mark Webber        | Red Bull-Renault     | 1:19,574  | −         | 17         |
| 2        | Sebastian Vettel   | Red Bull-Renault     | 1:20,058  | + 0,484   | 15         |
| 3        | Fernando Alonso    | Ferrari              | 1:20,724  | + 1,150   | 19         |
| 4        | Robert Kubica      | Renault              | 1:21,066  | + 1,492   | 19         |
| 5        | Felipe Massa       | Ferrari              | 1:21,264  | + 1,690   | 16         |
| 6        | Lewis Hamilton     | McLaren-Mercedes     | 1:21,376  | + 1,802   | 17         |
| 7        | Vitalij Petrov     | Renault              | 1:21,399  | + 1,825   | 15         |
| 8        | Nico Rosberg       | Mercedes             | 1:21,422  | + 1,848   | 18         |
| 9        | Jenson Button      | McLaren-Mercedes     | 1:21,473  | + 1,899   | 18         |
| 10       | Nico Hülkenberg    | Williams-Cosworth    | 1:21,513  | + 1,939   | 18         |
| 11       | Rubens Barrichello | Williams-Cosworth    | 1:21,705  | + 2,131   | 19         |
| 12       | Michael Schumacher | Mercedes             | 1:21,939  | + 2,365   | 15         |
| 13       | Pedro de la Rosa   | Sauber-Ferrari       | 1:22,151  | + 2,577   | 21         |
| 14       | Kobajasi Kamui     | Sauber-Ferrari       | 1:22,337  | + 2,763   | 20         |
| 15       | Jaime Alguersuari  | Toro Rosso-Ferrari   | 1:22,427  | + 2,853   | 19         |
| 16       | Sébastien Buemi    | Toro Rosso-Ferrari   | 1:22,508  | + 2,934   | 22         |
| 17       | Adrian Sutil       | Force India-Mercedes | 1:22,918  | + 3,344   | 14         |
| 18       | Vitantonio Liuzzi  | Force India-Mercedes | 1:23,708  | + 4,134   | 8          |
| 19       | Lucas di Grassi    | Virgin-Cosworth      | 1:24,547  | + 4,973   | 19         |
| 20       | Jarno Trulli       | Lotus-Cosworth       | 1:24,576  | + 5,002   | 22         |
| 21       | Heikki Kovalainen  | Lotus-Cosworth       | 1:24,623  | + 5,049   | 22         |
| 22       | Timo Glock         | Virgin-Cosworth      | 1:24,805  | + 5,231   | 17         |
| 23       | Bruno Senna        | HRT-Cosworth         | 1:26,479  | + 6,905   | 21         |
| 24       | Jamamoto Szakon    | HRT-Cosworth         | 1:27,176  | + 7,602   | 21         |

## Időmérő edzés
A magyar nagydíj időmérő edzését július 31-én, szombaton futották.
| Helyezés | Versenyző          | Csapat/Motor         | 1. rész  | 2. rész  | 3. rész  |
| -------- | ------------------ | -------------------- | -------- | -------- | -------- |
| 1        | Sebastian Vettel   | Red Bull-Renault     | 1:20.417 | 1:19.573 | 1:18.773 |
| 2        | Mark Webber        | Red Bull-Renault     | 1:21.132 | 1:19.531 | 1:19.184 |
| 3        | Fernando Alonso    | Ferrari              | 1:21.278 | 1:20.237 | 1:19.987 |
| 4        | Felipe Massa       | Ferrari              | 1:21.299 | 1:20.857 | 1:20.331 |
| 5        | Lewis Hamilton     | McLaren-Mercedes     | 1:21.455 | 1:20.877 | 1:20.499 |
| 6        | Nico Rosberg       | Mercedes             | 1:21.212 | 1:20.811 | 1:21.082 |
| 7        | Vitalij Petrov     | Renault              | 1:21.558 | 1:20.797 | 1:21.229 |
| 8        | Robert Kubica      | Renault              | 1:21.159 | 1:20.867 | 1:21.328 |
| 9        | Pedro de la Rosa   | Sauber-Ferrari       | 1:21.891 | 1:21.273 | 1:21.411 |
| 10       | Nico Hülkenberg    | Williams-Cosworth    | 1:21.598 | 1:21.275 | 1:21.710 |
| 11       | Jenson Button      | McLaren-Mercedes     | 1:21.422 | 1:21.292 |          |
| 12       | Rubens Barrichello | Williams-Cosworth    | 1:21.478 | 1:21.331 |          |
| 13       | Adrian Sutil       | Force India-Mercedes | 1:22.080 | 1:21.517 |          |
| 14       | Michael Schumacher | Mercedes             | 1:21.840 | 1:21.630 |          |
| 15       | Sébastien Buemi    | Toro Rosso-Ferrari   | 1:21.982 | 1:21.897 |          |
| 16       | Vitantonio Liuzzi  | Force India-Mercedes | 1:21.789 | 1:21.927 |          |
| 17       | Jaime Alguersuari  | Toro Rosso-Ferrari   | 1:21.978 | 1:21.998 |          |
| 18[1]    | Kobajasi Kamui     | Sauber-Ferrari       | 1:22.222 |          |          |
| 19       | Timo Glock         | Virgin-Cosworth      | 1:24.050 |          |          |
| 20       | Heikki Kovalainen  | Lotus-Cosworth       | 1:24.120 |          |          |
| 21       | Jarno Trulli       | Lotus-Cosworth       | 1:24.199 |          |          |
| 22       | Lucas di Grassi    | Virgin-Cosworth      | 1:25.118 |          |          |
| 23       | Bruno Senna        | HRT-Cosworth         | 1:26.391 |          |          |
| 24       | Jamamoto Szakon    | HRT-Cosworth         | 1:26.453 |          |          |

Megjegyzés:
- ↑ 1:  — Kobajasi Kamui öthelyes rajtbüntetést kapott, mert a kvalifikáció kezdetekor piros lámpa ellenére hajtott ki a pályára.

## Futam
A magyar nagydíj futama augusztus 1-én, vasárnap, közép-európai idő szerint 14:00 órakor rajtolt.
| Helyezés | Rajtszám | Versenyző          | Csapat/Motor         | Futott kör | Idő/Kiesés oka | Rajthely | Pont |
| -------- | -------- | ------------------ | -------------------- | ---------- | -------------- | -------- | ---- |
| 1        | 6        | Mark Webber        | Red Bull-Renault     | 70         | 1:41:05.571    | 2        | 25   |
| 2        | 8        | Fernando Alonso    | Ferrari              | 70         | +17.821        | 3        | 18   |
| 3        | 5        | Sebastian Vettel   | Red Bull-Renault     | 70         | +19.252        | 1        | 15   |
| 4        | 7        | Felipe Massa       | Ferrari              | 70         | +27.474        | 4        | 12   |
| 5        | 12       | Vitalij Petrov     | Renault              | 70         | +1:13.192      | 7        | 10   |
| 6        | 10       | Nico Hülkenberg    | Williams-Cosworth    | 70         | +1:16.723      | 10       | 8    |
| 7        | 22       | Pedro de la Rosa   | Sauber-Ferrari       | 69         | +1 kör         | 9        | 6    |
| 8        | 1        | Jenson Button      | McLaren-Mercedes     | 69         | +1 kör         | 11       | 4    |
| 9        | 23       | Kobajasi Kamui     | Sauber-Ferrari       | 69         | +1 kör         | 23       | 2    |
| 10       | 9        | Rubens Barrichello | Williams-Cosworth    | 69         | +1 kör         | 12       | 1    |
| 11       | 3        | Michael Schumacher | Mercedes             | 69         | +1 kör         | 14       |      |
| 12       | 16       | Sébastien Buemi    | Toro Rosso-Ferrari   | 69         | +1 kör         | 15       |      |
| 13       | 15       | Vitantonio Liuzzi  | Force India-Mercedes | 69         | +1 kör         | 16       |      |
| 14       | 19       | Heikki Kovalainen  | Lotus-Cosworth       | 67         | +3 kör         | 19       |      |
| 15       | 18       | Jarno Trulli       | Lotus-Cosworth       | 67         | +3 kör         | 20       |      |
| 16       | 24       | Timo Glock         | Virgin-Cosworth      | 67         | +3 kör         | 18       |      |
| 17       | 21       | Bruno Senna        | HRT-Cosworth         | 67         | +3 kör         | 22       |      |
| 18       | 25       | Lucas di Grassi    | Virgin-Cosworth      | 66         | +4 kör         | 21       |      |
| 19       | 20       | Jamamoto Szakon    | HRT-Cosworth         | 66         | +4 kör         | 24       |      |
| ki       | 2        | Lewis Hamilton     | McLaren-Mercedes     | 23         | sebességváltó  | 5        |      |
| ki       | 11       | Robert Kubica      | Renault              | 23         | felfüggesztés  | 8        |      |
| ki       | 4        | Nico Rosberg       | Mercedes             | 15         | kerék          | 6        |      |
| ki       | 14       | Adrian Sutil       | Force India-Mercedes | 15         | baleset        | 13       |      |
| ki       | 17       | Jaime Alguersuari  | Toro Rosso-Ferrari   | 1          | erőforrás      | 17       |      |

## A világbajnokság állása a verseny után
| H   | Versenyzők         | Pont | H   | Konstruktőrök        | Pont |
| --- | ------------------ | ---- | --- | -------------------- | ---- |
| 1.  | Mark Webber        | 161  | 1.  | Red Bull-Renault     | 312  |
| 2.  | Lewis Hamilton     | 157  | 2.  | McLaren-Mercedes     | 304  |
| 3.  | Sebastian Vettel   | 151  | 3.  | Ferrari              | 238  |
| 4.  | Jenson Button      | 147  | 4.  | Mercedes             | 132  |
| 5.  | Fernando Alonso    | 141  | 5.  | Renault              | 106  |
| 6.  | Felipe Massa       | 97   | 6.  | Force India-Mercedes | 47   |
| 7.  | Nico Rosberg       | 94   | 7.  | Williams-Cosworth    | 40   |
| 8.  | Robert Kubica      | 89   | 8.  | Sauber-Ferrari       | 23   |
| 9.  | Michael Schumacher | 38   | 9.  | Toro Rosso-Ferrari   | 10   |
| 10. | Adrian Sutil       | 35   | 10. | Lotus-Cosworth       | 0    |

(A teljes táblázat)

## Statisztikák
Vezető helyen:
- Sebastian Vettel: 15 (1-15)
- Mark Webber: 55 (16-70)

Mark Webber 6. győzelme, Sebastian Vettel 12. pole-pozíciója, 6. leggyorsabb köre.
- Red Bull 12. győzelme.

Mark Webber személyében első ízben nyert ausztrál magyar Formula–1-es futamot.